# Arcidiocesi di Nicopsi
L'arcidiocesi di Nicopsi (in latino: Archidioecesis Nicopsitana) è una sede soppressa e sede titolare della Chiesa cattolica.

## Storia
Nicopsi, corrispondente all'odierna città russa di Tuapse (territorio di Krasnodar), è stata un'antica sede arcivescovile della provincia romana della Zechia. Nessun vescovo greco è noto di questa sede.
Dal 1929 Nicopsi è annoverata tra le sedi arcivescovili titolari della Chiesa cattolica; la sede è vacante dal 12 ottobre 1966.

## Cronotassi degli arcivescovi titolari
- Johannes Poggenburg † (29 agosto 1930 - 6 gennaio 1933 deceduto)
- Beato Alojzije Viktor Stepinac † (28 maggio 1934 - 7 dicembre 1937 succeduto arcivescovo di Zagabria)
- Joseph Butt † (23 aprile 1938 - 23 agosto 1944 deceduto)
- Juan Callanta Sison † (20 agosto 1956 - 12 ottobre 1966 succeduto arcivescovo di Nueva Segovia)